# Ráztely

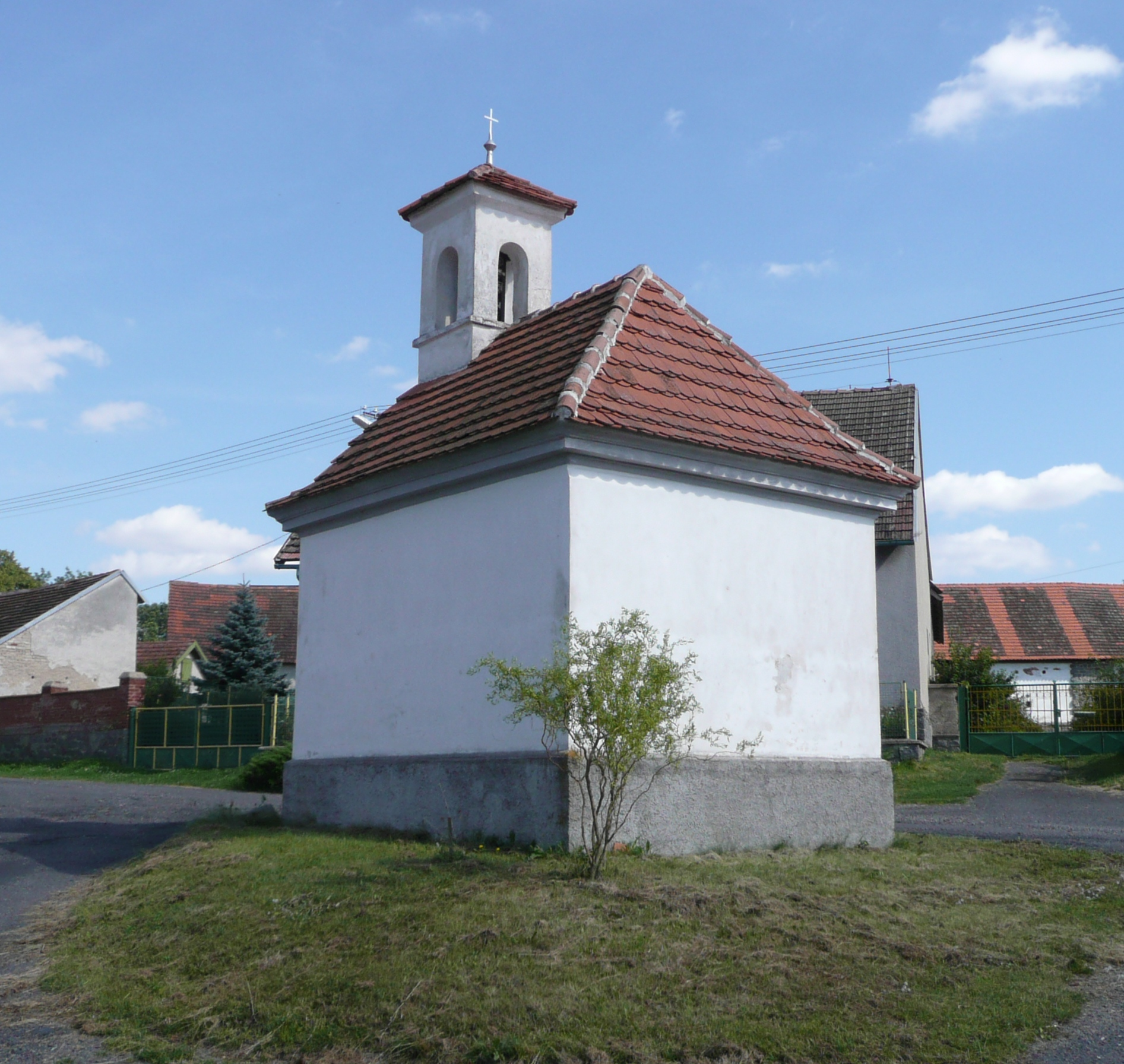
Kaplička Jana Nepomuckého

Ráztely (dříve do roku 1910 Rastely a do roku 1950 Raztely; německy Rastel) jsou malá vesnice, část města Mirovice v okrese Písek v Jihočeském kraji. Leží na hranici se Středočeským krajem, tři kilometry západně od Mirovic.

## Historie
První písemná zmínka o Ráztelech pochází z roku 1068. Další písemná zmínka pochází z Vyšehradského kodexu okolo roku 1085. Vesnice byla do roku 1323 spolu se Svučicemi a dalšími dvaceti vesnicemi podél staré solné stezky z Pasova v majetku Vyšehradské kapituly. Později se Ráztely staly manským statkem a na zdejší tvrzi seděl roku 1511 Jiřík z Ráztel († 1542), jehož dcera Anna prodala ves Janovi a Jiříkovi z Ploskovic. Dne 8. května 1584 byly Ráztely na českém sněmu připsány Kryštofovi Loubskému z Lub na Rencích. Poté, co se Ráztely dostaly do majetku Šiců z Drahenic byly roku 1622 v plen vzaty a roku 1623 prodány Příbíku Jeníškovi z Újezda a tím byly sloučeny majetkově s Březnicí. Část vsi (8 domů) patřilo k bývalému Drahenickému panství. Ráztely náleží k Drahenické farnosti.
Spíše k národopisným tématům patří pověst O mstě a vojenské cti, vztahující se k božím mukám při cestě od Ráztel ve směru k Březnici. Podle tradičního lidového podání zde byl oběšen francouzský voják, který založil ve statku v Ráztelích požár.

## Archeologie
Jak ukázal archeologický výzkum katastru v letech 1999–2002 Alexandrem Debnarem, patří Ráztely také k laténským (keltským) lokalitám. Jižně od obecního rybníčku v trati Za rybníkem na JZ okraji vsi byl Alexandrem Debnarem roku 1999 nalezen zlomek skleněného laténského náramku z modrého kobaltového skla bez dalšího barevného zdobení a bez souvisejících laténských nálezů, včetně keramických zlomků. Jiné archeologické nálezy ze shora citovaného výzkumu patří datováním do 11. století a korespondují tak s listinným vročením. Tyto četné keramické zlomky, rozeseté v rozsáhlém areálu citované trati, ale i na J a na JZ okraji vsi, a rovněž na levém břehu potoka JV od obce, tekoucího k Mišovicům, svědčí o rozsáhlém raně středověkém (RS 4) sídlišti, které bylo nepochybně dosti významné.

## Obyvatelstvo
| Rok            | 1869 | 1880 | 1890 | 1900 | 1910 | 1921 | 1930 | 1950 | 1961 | 1970 | 1980 | 1991 | 2001 | 2011 | 2021 |
| -------------- | ---- | ---- | ---- | ---- | ---- | ---- | ---- | ---- | ---- | ---- | ---- | ---- | ---- | ---- | ---- |
| Počet obyvatel | 152  | 159  | 157  | 141  | 143  | 140  | 125  | 98   | 91   | 85   | 66   | 43   | 40   | 29   | 32   |
| Počet domů     | 28   | 28   | 28   | 28   | 28   | 27   | 27   | 22   | 22   | 23   | 19   | 18   | 26   | 25   | 23   |

## Obecní správa
Při sčítání lidu v letech 1850–1899 Ráztely byly osadou obce Plíškovice v okrese Blatná. V letech 1900–1960 byly samostatnou obcí, se kterým patřily nejprve do okresu Blatná, ale od roku 1950 v okrese Písek. V letech 1961–1971 byly znovu částí obce Plíškovice v okrese Písek. Od 26. listopadu 1971 do 31. prosince 1987 byly částí obce Myslín v okrese Písek, kdy se konaly obecní volby. Od 1. ledna 1988 jsou částí města Mirovice v okrese Písek. Poté se Myslín opět osamostatnil, ale Ráztely již zůstaly součástí Mirovic.

## Pamětihodnosti
- Na návsi se nachází kaplička zasvěcená svatému Janu Nepomuckému. Podle druhého zdroje je místní kaple zasvěcená Nejsvětější Trojici. Kaple je z roku 1838.[13]
- U komunikace v obci směrem na Sochovice se nachází vysoký kříž. Na kamenném podstavci je uvedená datace 1872.